# Regiony Ghany

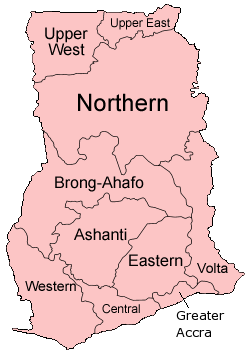
Mapa Regionów Ghany

Ghana składa się z 10 regionów. Regiony dzielą się dalej na łącznie 138 dystryktów.

## Regiony Ghany
| Nazwa                    | Stolica          |
| ------------------------ | ---------------- |
| Region Aszanti           | Kumasi           |
| Region Brong-Ahafo       | Sunyani          |
| Region Centralny         | Cape Coast       |
| Region Wielka Akra       | Akra             |
| Region Północny          | Tamale           |
| Region Północno-Wschodni | Bolgatanga       |
| Region Północno-Zachodni | Wa               |
| Region Wolta             | Ho               |
| Region Wschodni          | Koforidua        |
| Region Zachodni          | Sekondi-Takoradi |